# Purworejo (Kuala)
Purworejo is een bestuurslaag in het regentschap Nagan Raya van de provincie Atjeh, Indonesië. Purworejo telt 839 inwoners (volkstelling 2010).